# Charles-Joseph Natoire
Charles-Joseph Natoire, francoski slikar, * 3. marec 1700, Nîmes, Francija, † 23. avgust 1777, Castel Gandolfo.
Ustvarjal je v rokokojski maniri, bil je učenec Françoisa Lemoyneja in direktor Francoske akademije v Rimu, 1751–1775. V življenju je bil enakovreden Françoisu Boucherju, igral je pomembno vlogo v umetniškem življenju Francije.
Spomnimo se ga predvsem po seriji Zgodovina psihe za ovalni salon Germaina Boffranda de la Princesse v pariškem Hôtel de Soubise in po kartonih za tapiserije iz serije Zgodovina Don Kihota, tkanih v proizvodnji tapiserij v Beauvaisu, od katerih je večina v Château de Compiègne.

## Prvo bivanje v Rimu (1723–1729)
Rodil se je v Nîmesu. Njegova sestra Jeanne je bila pastelistka.
Natoirejev oče Florent Natoire, kipar, mu je dal osnovno izobrazbo risanja, nato pa ga je leta 1717 poslal v Pariz, da je dokončal svoje izobraževanje, najprej v ateljeju Louisa Gallocheja (1670–1761), peintre du Roi in profesorja na Académie royale de peinture et de skulpture, nato pa v ateljeju Françoisa Lemoyneja, ki je z izobrazbo oblikoval Natoirejev slog.
Leta 1721 je pridobil Prix de Rome s sliko Žrtvovanjem Manoah, da bi dobil sina. 30. junija 1723 je bil imenovan za pensionnaire - učenca na francoski akademiji v Rimu, takrat nastanjeni v palači Mancini, kamor je prispel oktobra. Med svojim bivanjem je izdelal kopijo Posilstva Sabinsk Pietra da Cortone. Decembra 1725 je s sliko Mojzes se vrne iz Sinaja, osvojil prvo nagrado Accademia di San Luca. Leta 1728 je za francoskega veleposlanika, princa de Polignaca, naslikal Izgon menjalcev denarja iz templja.

## V Parizu (1730–1751)
Natoire se je v Pariz vrnil prek Benetk v začetku leta 1729. 30. septembra 1730 je bil sprejet v Académie royale de peinture et de sculpture.
Njegov ugled se je hitro uveljavil in prejel je velika naročila. Med letoma 1731 in 1740 je za Philiberta Orryja, generalnega nadzornika financ, ki naj bi nasledil vojvodo d'Antin kot generalni direktor Bâtiment du Roi leta 1736, zagotovil več platen. Za Orryjev dvorec Chapelle-Godefroy v Saint- Aubin (Aube) je Natoire posredoval serijo devetih platen Zgodovine bogov, še šest Zgodovina Klodvika, šest Zgodovine Telemaha in štirih letne čase. V istem obdobju leta 1732 je za duc d'Antina v Parizu poskrbel za tri slike iz Stare zaveze.
Junija 1734 se je Natoire prijavil na Exposition de la Jeunesse v kraju Dauphine z Galatejo. Istega leta je prišlo njegovo prvo kraljevsko naročilo za Chambre de la Reine v Versaillesu. 31. decembra je postal polnopraven član Akademije s sliko  Venera zahteva orožje od Vulkana za Eneja. Od zdaj naprej so se številna kraljeva naročila vrstila za stanovanja v Château de Fontainebleau, za Cabinet du Roi in kraljevo jedilnico v Versaillesu, okrasitev za Château de Marly, za Cabinet des Médailles v kraljevi knjižnici v Parizu in druge.
Leta 1735 je Natoire izdelal prvi karton za tapiserije za serijo Histoire de Don Quichotte, tkano pri Manufacture de Beauvais, prvi sklop za fermier général Pierra Grimoda du Forta (1692–1748). Leta 1737 je prejel naročilo v Hôtel de Soubise. Od leta 1741 je ustvaril vrsto kartonov za Zgodovino Marka Anthonija, tkanih pri Gobelinih.
Leta 1747 je naslikal portret Ludvika, francoskega dauphina. V bolj znani obliki je za kapelo Saint-Symphorien v cerkvi Saint-Germain-des-Prés, leta 1745 priskrbel sliko Sveti Štefan in lažne priče. Velika izguba je bil njegov iluzionistični dekor za kapelo v Hôpital des Enfants -Trouvés (1746–1750), ki jo je zgradil Germain Boffrand, in je bila porušena v 19. stoletju. Tudi leta 1747 je sodeloval na natečaju, ki ga je organiziral novi generalni direktor Bâtiments du Roi, Le Normant de Tournehem, s sliko  Tmagoslavje Bakh, ki je zdaj v muzeju Louvre.

## Drugo bivanje v Rimu (1751–1777)
Leta 1751 je bil Natoire imenovan za direktorja Francoske akademije v Rimu, prestižni položaj, ki naj bi zaznamoval njegovo aktivno kariero. Natoire je bil daleč od dvora priča svojim tekmecem Carleju Van Lou, nato pa je bil François Boucher imenovan za premier peintre du Roi. Vsekakor je nehal slikati, namesto tega se je usmeril v akademijo, pritiskal na pensionnaires - učence, naj izdelujejo envoies, ki so bile poslane v Pariz kot dokaz njihovega napredka in jih poslal risat na podeželje rimske kampanje.
Aprila 1753 je bil poplemeniten in prejel je red sv. Mihaela, čast, ki jo je nestrpno pričakoval, vendar se je znašel izven naklonjenosti novemu neoklasicitičnem slogu, ki so ga razvijali akademski študentje. Njegova freska Apoteoze svetega Ludvika za francosko nacionalno cerkev San Luigi dei Francesi, 1754–1756, je bila kritizirana.
Natoirovo pozno delo je bilo v dveh desetletjih, ki sta mu ostala, zaradi lastnega užitka v veliki meri omejeno na številne risbe Kampanje in le malo platen. Postal je bolj religiozen.
Leta 1767 je arhitekt Adrien Mouton, ki so ga izključili z Akademije, vložil tožbo, ki jo je dobil leta 1770: Natoire je bil obsojen na 20.000 liver in sodne stroške z obrestmi, obtožen upravnih napak. Novi generalni direktor Bâtimentov, grof d'Angiviller, je junija 1775 Natoira upokojil.
Umaknil se je v Castel Gandolfo, kjer je umrl.

## Galerija izbranih slik
- Sibila
- Portret francoskega škofa in teologa Jean-Josepha Langueta de Gergy.
- Venera zahteva orožje od Vulkana za Eneja.
- Psihe in Prozerpina.
- Mlada ženska z vrtnicami.
- Izgon iz raja.